# Myrcia govinha
Myrcia govinha är en myrtenväxtart som beskrevs av Spencer Le Marchant Moore. Myrcia govinha ingår i släktet Myrcia och familjen myrtenväxter. Inga underarter finns listade i Catalogue of Life.